# Goldwine
Goldwine es un personaje ficticio que pertenece al legendarium creado por el escritor británico J. R. R. Tolkien y cuya breve historia es narrada en los apéndices de la novela El Señor de los Anillos. Fue el sexto rey de Rohan, se convirtió en rey tras la muerte de se padre Fréawine en 2680 Tercera Edad del Sol, cuando tenía 61 años. 

## Historia
Nació durante el reinado de su bisabuelo Aldor, y recién cuando tenía 26 años y ya era padre Aldor murió pasándole el reinado a su abuelo.
Reinó durante la época dorada de Rohan y fue muy rico, sin embargo por esta época de opulencia la guardia de los límites del país se relajó y los dunlendinos, que su bisabuelo había expulsado, regresaron lentamente.
Reino durante 19 años hasta su muerte en 2699 T. E., dejándole el poder a su hijo Déor.